# Емерентиана
Света Емерентиана е римска мъченица, живяла през 3-4 век. Нейният празник е на 23 януари. Призовавана е, като светица-покровителка при колики и стомашни болки.
Представяна е като жертва на Диоклециановите гонения. Гробницата ѝ се намира в Църквата на света Агнеса, извън стените в Рим.

## Житие
Според християнската агиография, Емерентиана е робиня в семейството на известната мъченица света Агнеса (наричана и Света Инес) и нейна млечна сестра - майка й е дойка и бавачка на богатата римска наследница. Двете израстват заедно и са най-добри приятелки. Агнеса, която е кръстена християнка, решава да не се омъжва и се отказва от годежа си, заради християнската си религия и е убита във връзка с това. Самата Емерентиана тогава още е в степен на катехумен, т.е. тя се обучава в основите на християнството и се готви за ритуала на кръщението си. Тя не го доживява, защото скоро група езичници я заварват да се моли на гроба на дружката си и се спречкват с нея на верска основа, в резултат на което е пребита до смърт с камъни от тълпата.

## Изобразяване
Изобразявана е като младо момиче, което или държи камъни в скута си и лилии в ръката си, или е пребивано до смърт от тълпа. В този смисъл е показвана, като кръстена и като обитателка на Рая, защото католиците вярват, че мъчениците се „кръщават чрез кръв“.
Емерентиана е и епизодичен персонаж в романа на кардинал Никълъс Уайзман "Фабиола" (публикуван през 1854 г.), където тя оплаква Агнеса след мъченическата ѝ смърт.